# Сулизь Панас Харитонович
Сулизь Панас Харитонович (науковий псевдонім - Батуринець) (30 (18) січня 1890, с. Шевченкове, Конотопський район, Сумська область – 24 липня 1944) – член Української Центральної Ради.
Жертва сталінського терору. 
З початком Української революції 1917-1921 рр. обраний до Всеукраїнської ради робітничих депутатів, а відтак – до Української Центральної Ради. Член Української соціал-демократичної робітничої партії.
Пізніше працював учителем залізничної школи № 31 м. Конотопа. Заарештований 14 грудня 1929 р. Особливою нарадою при колегії ДПУ УСРР 1.03.1931 за ст. 54-14 КК УСРР висланий у Північний край (Росія) на 3 роки.
Після відбуття першого терміну покарання, проживав у с. Колєно Новохоперського району Воронезької області, працював учителем німецької мови в місцевій школі.
Вдруге заарештований 6.10.1937. Трійкою при управлінні НКВС по Чернігівській обл. 13.11.1937 за участь в антирадянській націоналістичній організації ув’язнений на 10 років. 
Помер у вʼязниці.

## Твори
• Батуринець, П. З громадської діяльности О. М. Лазаревського на Чернігівщині. [Відбитка з збірника „Чернигів і північне Лівобережжя"]  К.  1928. (25X18).  16 с.
• Батуринець П. Конотопське окружне товариство краєзнавства // Червоний шлях. — 1926. — № 7–8. — С. 283–284.